# Комарова, Светлана
Светлана Комарова (Сенаторова) — российская самбистка и дзюдоистка, чемпионка России по самбо, призёр чемпионатов России и Европы по дзюдо, чемпионка и серебряный призёр чемпионатов Европы по самбо, бронзовый призёр чемпионата мира по самбо, мастер спорта России международного класса. Оставила большой спорт.

## Спортивные достижения

### Дзюдо
- Чемпионат России по дзюдо 1994 — ;
- Чемпионат России по дзюдо 1995 — ;
- Чемпионат России по дзюдо 1996 — ;
- Чемпионат России по дзюдо 1997 — ;
- Чемпионат России по дзюдо 1998 — ;

### Самбо
- Чемпионат России по самбо среди женщин 1998 — ;
- Чемпионат России по самбо среди женщин 1999 — ;